# Eclipta prostrata
Eclipta prostrata es una especie de planta fanerógama de la familia Asteraceae. Es una de las Diez Flores Sagradas de Kerala.

## Descripción
Son hierbas anuales o perennes, que alcanza un tamaño de hasta 1 m de alto pero frecuentemente mucho menos, raíz axonomorfa, base rizomatosa, estrigosas. Hojas opuestas, elípticas a lanceoladas, hasta 7 cm de largo, atenuadas en una base pecioliforme, escabrosas. Capitulescencias de capítulos solitarios en pedúnculos cortos, estrigosos, axilares y terminales; capítulos inconspicuamente radiados, 3–4 mm de largo; filarias 8–9, débilmente en 2–3 series, estriadas, estrigosas; involucros cilíndricos a campanulados; receptáculos planos; flósculos del radio 50 o más por capítulo, fértiles, inconspicuos, las lígulas 1–2 mm de largo y 0.3 mm de ancho, blancas; páleas muy delgadas, cerdiformes, 2–3 mm de largo, glabras abaxialmente, dilatadas y estrigosas adaxialmente, persistentes en el receptáculo luego de la caída de los aquenios; flósculos del disco menos numerosos, perfectos y fértiles, las corolas 1–1.5 mm de largo, blancas; anteras con punta espatulada, incurvada, subauriculadas en la base, negras; ramas del estilo planas, con apéndices cortos, obtusos y pilosos. Aquenios ca 2 mm de largo, escasamente 4-angulados, los ángulos marginales suberoso-endurecidos, caras gruesamente tuberculadas; vilano muy reducido, una corona bidentada, cerdoso-marginada.

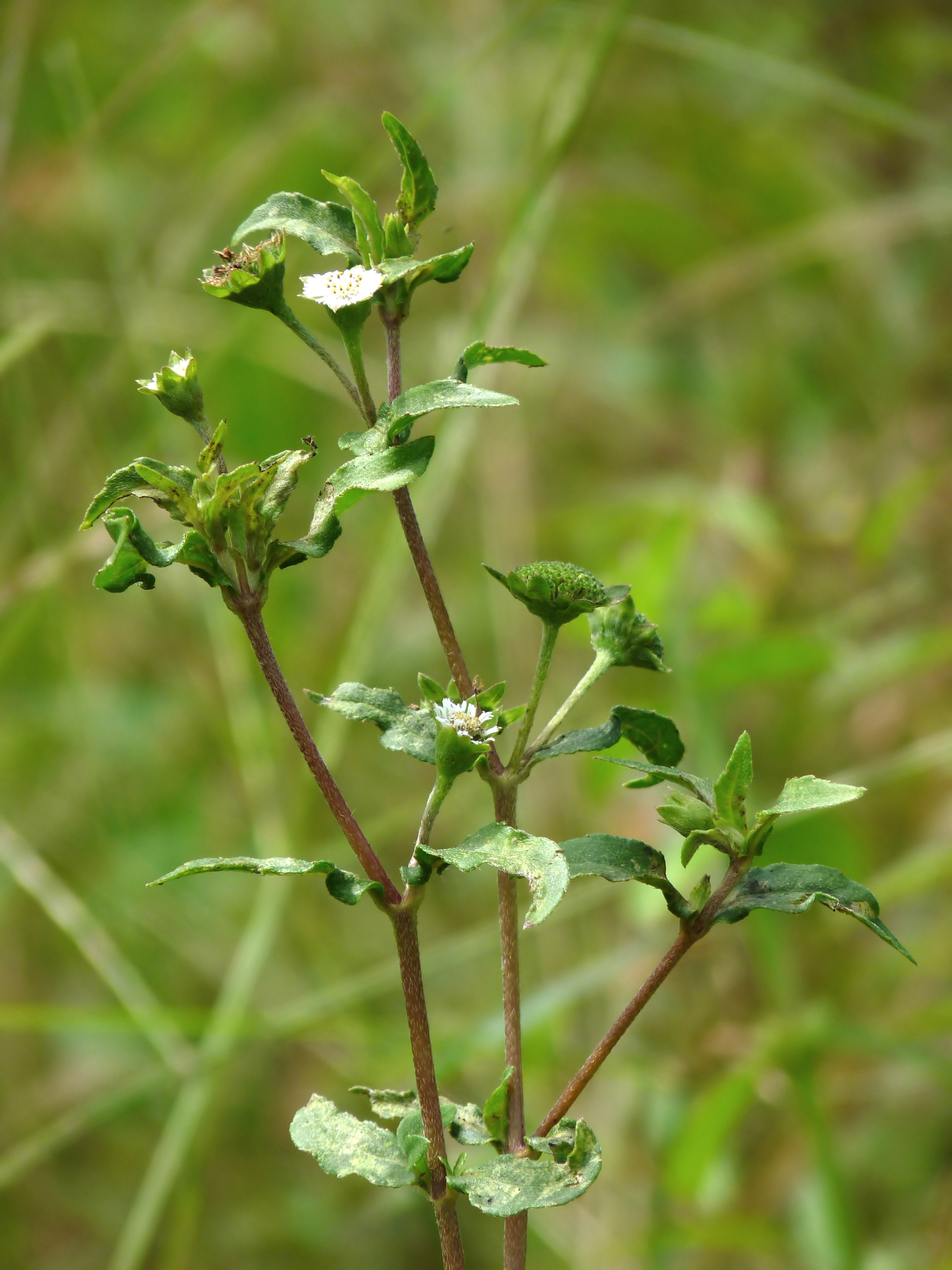
en Kerala, India

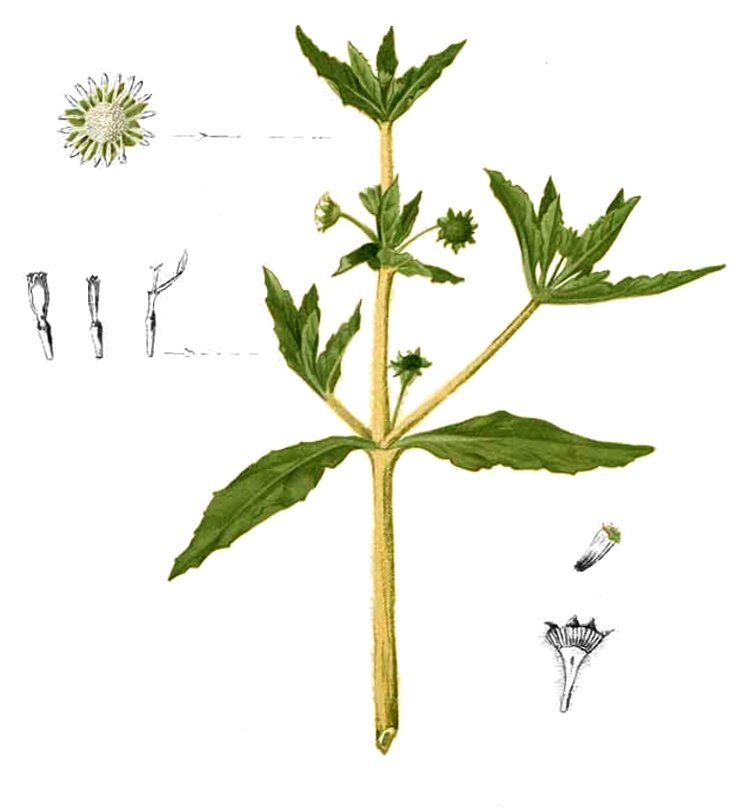
Ilustración

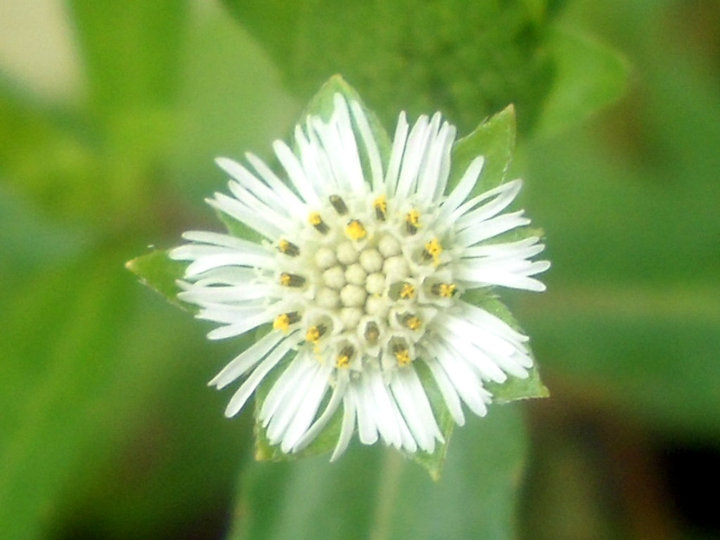
Detalle de la flor

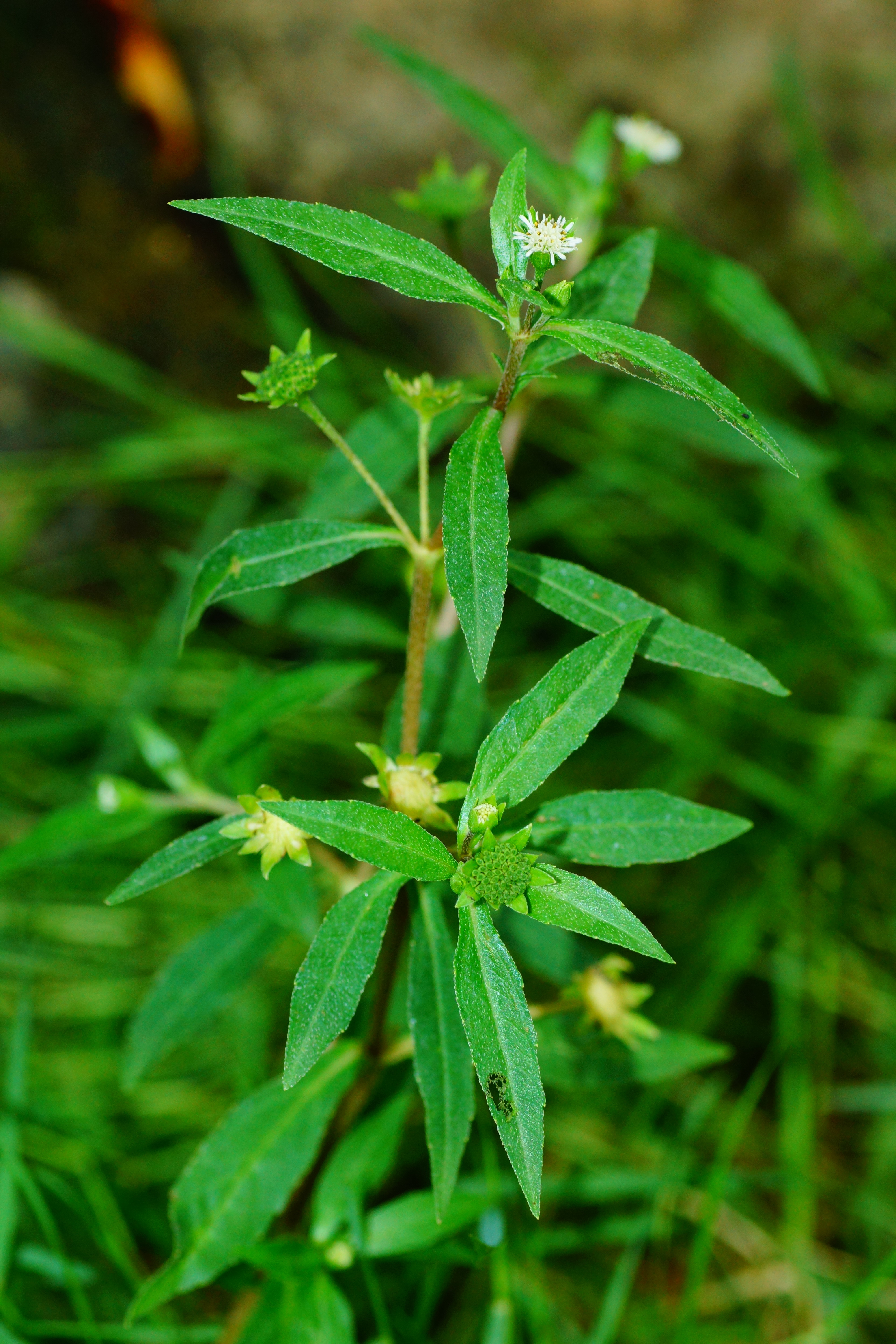
Vista de la planta

## Distribución y hábitat
Esta especie crece comúnmente en lugares húmedos como una mala hierba de las áreas tropicales en clima templado cálido de todo el mundo. Se encuentra ampliamente distribuida en toda la India, de China, Tailandia y Brasil.

## Usos tradicionales
La planta tiene usos tradicionales en la medicina Ayurveda. Es amargo, caliente, fuerte y seco en el gusto. En la India se conoce como bhangra (بھنگرہ), bhringaraj y bhringraja . Wedelia calendulacea es conocido por el mismo nombre, por lo que el de flor blanca E. prostrata' (E. alba) se llama blanco bhangra y el de flores amarillas W. calendulacea se llama bhangra amarilla.
Se ha informado que mejora el crecimiento del cabello y su color. Un estudio en ratas mostró que en extractos de éter de petróleo de E. prostrata disminuyó la cantidad de tiempo que tomó para que el cabello vuelva a crecer y empezó a crecer de nuevo plenamente en ratas albinas afeitadas. El resultado del tratamiento con E. prostrata era mejor que el control positivo, 2% de minoxidil.
Química [ edit ]
Eclipta prostrata contiene cumestanos tales como wedelolactona y desmetilwedelolactona, polipeptidos, poliacetilenos, derivados del tiofeno, esteroides, triterpenos y flavonoides.

## Taxonomía
Eclipta prostrata fue descrita por (L.) L. y publicado en Mantissa Plantarum 2: 286. 1771.
Etimología
Eclipta: nombre genérico que deriva del griego ekleipo y que significa "deficiente",  en referencia a la ausencia de un vilano.
postrata: epíteto latíno que significa "postrada".
Sinónimos
- Acmella lanceolata Link ex Spreng.
- Amellus carolinianus Walter
- Anthemis abyssinica J.Gay ex A.Rich.
- Anthemis bornmuelleri Stoj. & Acht.
- Anthemis bourgaei Boiss. & Reut.
- Anthemis cotula Blanco
- Anthemis cotuloides Raf. ex DC.
- Anthemis galilaea Eig
- Anthemis sulphurea Wall. ex Nyman
- Anthemis viridis Blanco
- Artemisia viridis Blanco
- Bellis racemosa Steud.
- Buphthalmum diffusum Vahl ex DC.
- Chamaemelum foetidum Garsault
- Chamaemelum foetidum Baumg.
- Cotula alba (L.) L.
- Cotula oederi
- Cotula prostrata (L.) L.
- Eclipta adpressa Moench
- Eclipta alba (L.)
- Eclipta angustifolia C.Presl
- Eclipta arabica Steud.
- Eclipta brachypoda Michx.
- Eclipta ciliata Raf.
- Eclipta dentata Wall.
- Eclipta dichotoma Raf.
- Eclipta dubia Raf.
- Eclipta erecta L.
- Eclipta flexuosa Raf.
- Eclipta heterophylla Bartl.
- Eclipta hirsuta Bartl.
- Eclipta linearis Otto ex Sweet
- Eclipta longifolia Schrad. ex DC.
- Eclipta marginata Steud.
- Eclipta marginata Boiss.
- Eclipta nutans Raf.
- Eclipta oederi (Murr.) Weigel
- Eclipta palustris DC.
- Eclipta parviflora Wall. ex DC.
- Eclipta patula Schrad.
- Eclipta philippinensis Gand.
- Eclipta procumbens Michx.
- Eclipta pumila Raf.
- Eclipta punctata L.
- Eclipta simplex Raf.
- Eclipta spicata Spreng.
- Eclipta strumosa Salisb.
- Eclipta sulcata Raf.
- Eclipta thermalis Bunge
- Eclipta tinctoria Raf.
- Eclipta undulata Willd.
- Eclipta zippeliana Blume
- Ecliptica alba (L.) Kuntze
- Eleutheranthera prostrata (L.) Sch.Bip.
- Eupatoriophalacron album (L.) Hitchc.
- Galinsoga oblonga DC.
- Galinsoga oblongifolia (Hook.) DC.
- Grangea lanceolata Poir.
- Paleista brachypoda (Michx.) Raf.
- Polygyne inconspicua Phil.
- Spilanthes pseudo-acmella (L.) Murray
- Verbesina alba L.
- Verbesina conyzoides Trew
- Verbesina prostrata L.
- Verbesina pseudoacmella L.
- Wedelia psammophila Poepp.
- Wilborgia oblongifolia Hook.[9]